# Івановка (Теньгушевський район)
Іва́новка (рос. Ивановка, ерз. Ивановка) — присілок у складі Теньгушевського району Мордовії, Росія. Входить до складу Барашевського сільського поселення.
Населення — 24 особи (2010; 72 у 2002).
Національний склад (станом на 2002 рік):
- росіяни — 99 %